# Ruby Bus
Ruby Bus Pvt. Ltd., zuvor Ruby Coach Builders, ist ein Hersteller von Kraftfahrzeugen aus Indien.

## Unternehmensgeschichte
Das Unternehmen Ruby Coach Builders aus Mumbai begann 1967 mit der Produktion von Omnibussen. Der Markenname lautet Ruby. Zwischen 1999 und 2005 entstanden auch Automobile. Inzwischen lautet die Firmierung Ruby Bus Pvt. Ltd. (Pvt. Ltd. = private limited company)

## Pkw
Das einzige Modell wurde Sports Targa Coupé genannt. Dies war ein kleines Coupé mit einem Targadach. Die Basis stammte von Maruti Suzuki India.